# Casole
Casole is een klein dorp (curazia) in de gemeente Città di San Marino in San Marino.

## Geografie
Het dorp ligt in de buurt van het wat grotere dorp Murata.